# Myresjö landskommun
Myresjö landskommun var en tidigare kommun i Jönköpings län.

## Administrativ historik
När 1862 års kommunalförordningar trädde i kraft den 1 januari 1863 inrättades i Sverige cirka 2 400 landskommuner samt 89 städer och ett mindre antal köpingar.
Då inrättades i Myresjö socken i Östra härad i Småland denna kommun.
Vid kommunreformen 1952 uppgick den i Lannaskede landskommun. När denna 1971 upplöstes övergick denna del till Vetlanda kommun.

## Politik

### Mandatfördelning i Myresjö landskommun 1938-1946
| 8 | 8 | 4 |

| 20 |

| 7 | 9 | 4 |

| 20 |

| 7 | 7 | 1 | 5 |

| 20 |